# Astilbe papuana
Astilbe papuana är en stenbräckeväxtart som beskrevs av Schlechter. Astilbe papuana ingår i släktet astilbar, och familjen stenbräckeväxter. Inga underarter finns listade i Catalogue of Life.